# Atens storhetstid

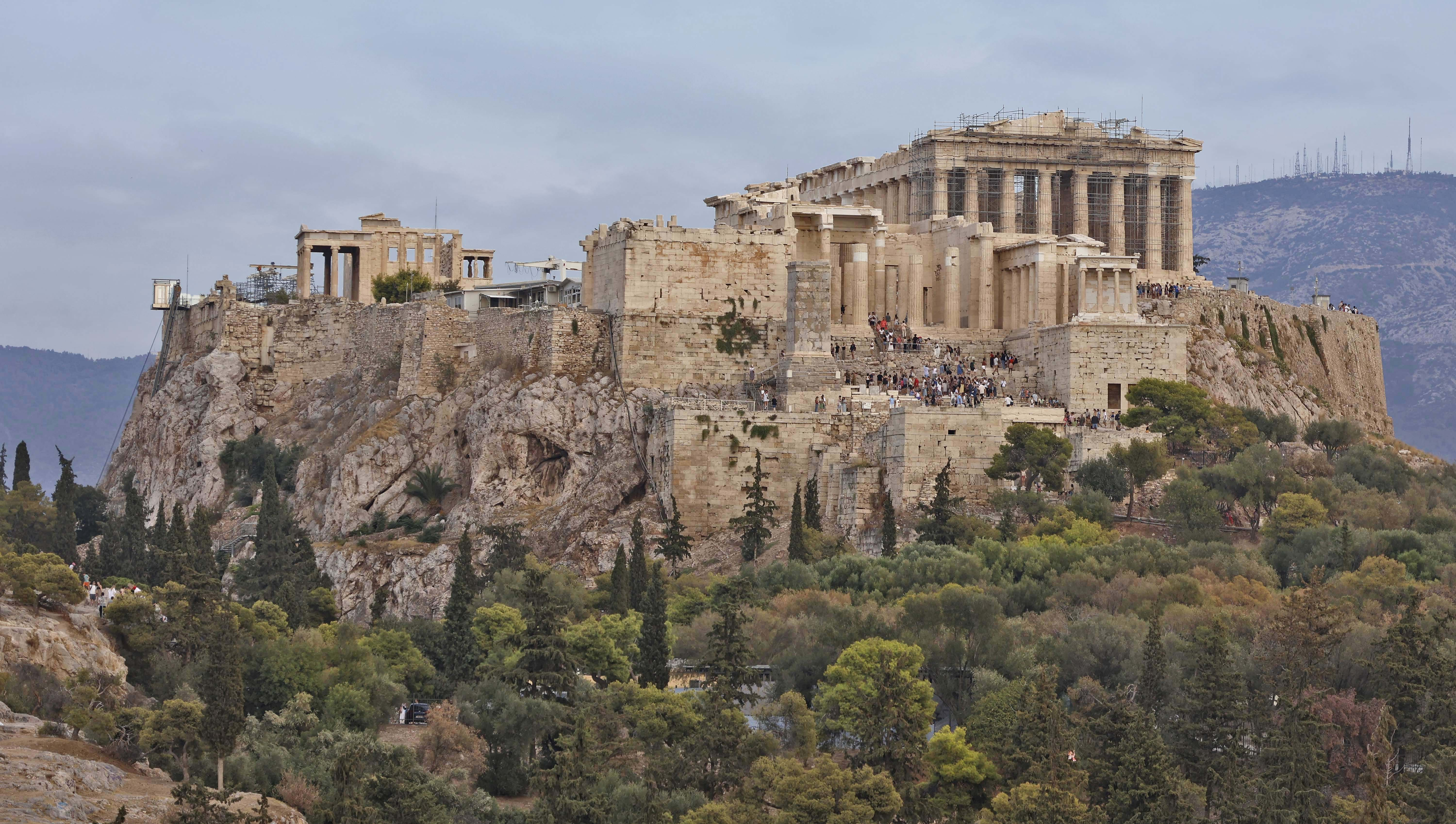
Akropol och Parthenon i Aten, byggd under Atens storhetstid.

Atens storhetstid eller Atens guldålder, även kallad attiska perioden eller klassiska perioden i grekisk historia, därtill även klassiska Grekland, är en period i Antikens Grekland mellan 480 till 323 före Kristus där Aten och regionen Attika var en stadsstat (508–322 f.Kr.), Antikens Aten eller det gamla Aten, som utgjorde kultur- och maktcenter i antikens Grekland. Perioden inföll efter att atenarna bildat det attiska sjöförbundet och varit ledande i flera avgörande grekiska segrar i de persiska krigen och avslutas i och med Alexander den stores död vilket markerar skiftet från den klassiska perioden till den hellenistiska perioden. Den klassiska perioden utgör även perioden för klassisk grekiska.
Det var under denna period som den konst, litteratur, filosofi och arkitektur som förknippas med antikens Grekland skapades. En viktig orsak till detta var det grekiska alfabetet som bara innehöll 20 tecken och var lätt att lära sig. En annan avgörande faktor var kravet på makthavarna att motivera sina beslut inför medborgarna: Argumentation blev en förutsättning för makt och idéer spred sig snabbt i antikens Grekland.[källa behövs]

## Historia

### Attiska sjöförbundet i persiska krigen 490–449 f.Kr.
Atens politiska och kulturella storhetstid inföll efter att atenarna varit ledande och koordinerat de grekiska stadsstaterna till seger mot perserna i persiska krigen, en serie konflikter mellan den grekiska världen och det persiska akemeniderriket som påbörjades omkring 490 f.Kr.
År 490 f.Kr. besegrade atenarna ett persiskt invasionsförsök i slaget vid Marathon som blev startskottet på Atens ledande roll bland de grekiska stadsstaterna. Strax därpå bildade de det attiska sjöförbundet för att kunna stå emot det persiska riket, ett försvarsförbund av grekiska stadsstater i och kring Egeiska havet under Atens ledning som förde gemensam försvarspolitik och hade en gemensam flotta. År 480 f.Kr. besegrade denna samgrekiska flotta en dubbelt så stor persisk invasionsflotta i sjöslaget vid Salamis med 40 egna skepp sänkta mot 200–300 fiendeskepp sänkta.
År 449 f.Kr. slöts det fred mellan det attiska sjöförbundet och Persien vilket avslutade de persiska krigen.

### Politiska storhetstiden 480–404 f.Kr.
Den första perioden i Atens storhetstid kan kallas dess politiska och kulturella storhetstid. Den utmärks bland annat den grekiska skriftkulturens utveckling och dess spridning under antiken. Då Aten var en demokrati fanns stor efterfrågan på sofistisk undervisning. Kulturen och arkitekturen gynnades speciellt under Perikles ledarskap mellan 460 och 429 f.Kr., som var personlig vän till flera sofister och filosofer. Bland annat byggdes det berömda templet Parthenon på Akropolis.
Under perioden levde bland annat den första stora atenska filosofen Sokrates (469–399 f.Kr.), vars filosofi har tolkats som en reaktion mot sofisternas relativism och retorik och det samhälle som gynnade sofisternas undervisning.

### Attiska sjöförbundet i peloponnesiska kriget 431–404 f.Kr.
Atens politiska makt fortsatte växa med åren, vilket ogillades av flera grekiska stadsstater utanför Atens sfär. Bland dessa fanns militärstaten Sparta vilka tillsammans med stater på den grekiska halvön Peloponnesos bildade en militärallians kallad Peloponnesiska förbundet och startade 431 f.Kr. en serie väpnade konflikter mot Aten och det attiska sjöförbundet i syfte att försvaga dess politiska position, sedermera kallat det peloponnesiska kriget.
Atenarnas strategi gick ut på att lägga Attika öppet och låta lantbefolkningen söka skydd inom stadsmurarna och vikt las på Atens sjöherravälde där flottan läts sköta handelstransport av förnödenheter och finans samtidigt som man genom strider utmattade fienden. Kriget var länge jämnt och 422 f.Kr. slöts en kortvarig fred.
År 415 f.Kr. skickade atenarna en stor flotta till Syrakusa på Sicilien för att säkra kontrollen över västgrekerna vilket slutade med ett katastrofalt nederlag året därpå varvid Aten blev starkt försvagat. Spartanerna fick fotfäste i Dekeleia på Attika och stoppade därmed atenarnas framstötar. Med hjälp av perserna stärkte de också sin sjömakt medan flera medlemmar i attiska sjöförbundet drog sig ur anslutningen till Aten.
I längden kunde Aten inte stå emot fienden och efter nederlag mot peloponnesiska förbundets flotta 404 f.Kr. tvingades året efter att sluta fred med hårda fredsvillkor vilka gjorde slut på dess ledande sjömakt.

### De trettio tyrannernas välde 404–403 f.Kr.
Atens politiska storhetsperiod tog slut med det peloponnesiska kriget (431–404 f.Kr), i vilket Aten efter 30 år av krig led nederlag mot det av Sparta ledda Peloponnesiska förbundet. Efter förlusten 404 f.Kr. följde de trettio tyrannernas välde i Aten, i vilket en grupp 30 atenska aristokrater installerades som härskare över Aten, vars maktövertagande var ett resultat av kriget. Under perioden avskaffades den atenska demokratin och förespråkare av demokratin kunde dömas till utvisning, konfiskering av egendom eller döden, där runt 1500 personer (5% av Atens befolkning) bedöms ha avrättats under de trettios styre.
Efter 13 månaders regeringstid störtades de trettios välde av en grupp landsförvisade Atenare ledda av Thrasybulus. Efter Thrasybulus maktövertagande utfärdades en allmän amnesti mot de Atenare som hade stött de trettio med undantag för de trettio själva och 21 andra med koppling till tyrannerna.

### Efterkrigstiden 403–338 f.Kr.
Efter Atens politiska storhetstid förblev Aten ett centrum för filosofi och kultur. Under 300-talet f.Kr. verkade filosofihistoriens två överlägset mest inflytelserika filosofer i Aten: Platon (428–348 f.Kr) och Aristoteles (384–322 f.Kr.). Platon kom bland annat att grunda Platons akademi, vilken ständes först 529 efter Kristus.

### Alexandrinska tiden 338–323 f.Kr.
År 338 f.Kr. intogs Aten av Filip II av Makedonien (382–336 f.Kr.) och införlivades i kungariket Makedonien. Filip II var far till Alexander den store som tog över riket efter faderns död. Alexander studerade bland annat under Aristoteles.
Under Alexander den store grundas den egyptiska metropolen Alexandria i hans namn som sedan blir dess huvudstad och snabbt det nya kulturcentret i västvärlden. Där Aten under den klassiska tiden var den hellenska kulturens medelpunkt var Alexandria den följande hellenistiska kulturens centrum. Trots detta fortsatte Aten vara filosofins centrum även under denna tid.
Efter Alexander den store död 323 f.Kr. avslutas Atens storhetstid.